# SUEK
SUEK (Sibirskaja ugolnaja energetitscheskaja kompanija) ist der größte russische Kohleförderer und einer der größten Wärme- und Stromerzeuger. Es ist eines der weltweit größten Kohleunternehmen und einer der fünf weltweit führenden Kohleversorger.
Das Unternehmen wurde 2001 gegründet und hat seinen Hauptsitz in Moskau. Der vollständige offizielle Name lautet Aktiengesellschaft Siberian Coal Energy Company (SUEK JSC). Der Leiter des Unternehmens ist Stepan Solschenizyn, Sohn des Schriftstellers Alexander Solschenizyn.
Es ist der viertgrößte Kohlelieferant der Welt nach internationalen Verkäufen (nach Glencore, BHP Biliton, und Anglo American) und das fünftgrößte Unternehmen nach Kohlenreserven.

## Geschichte

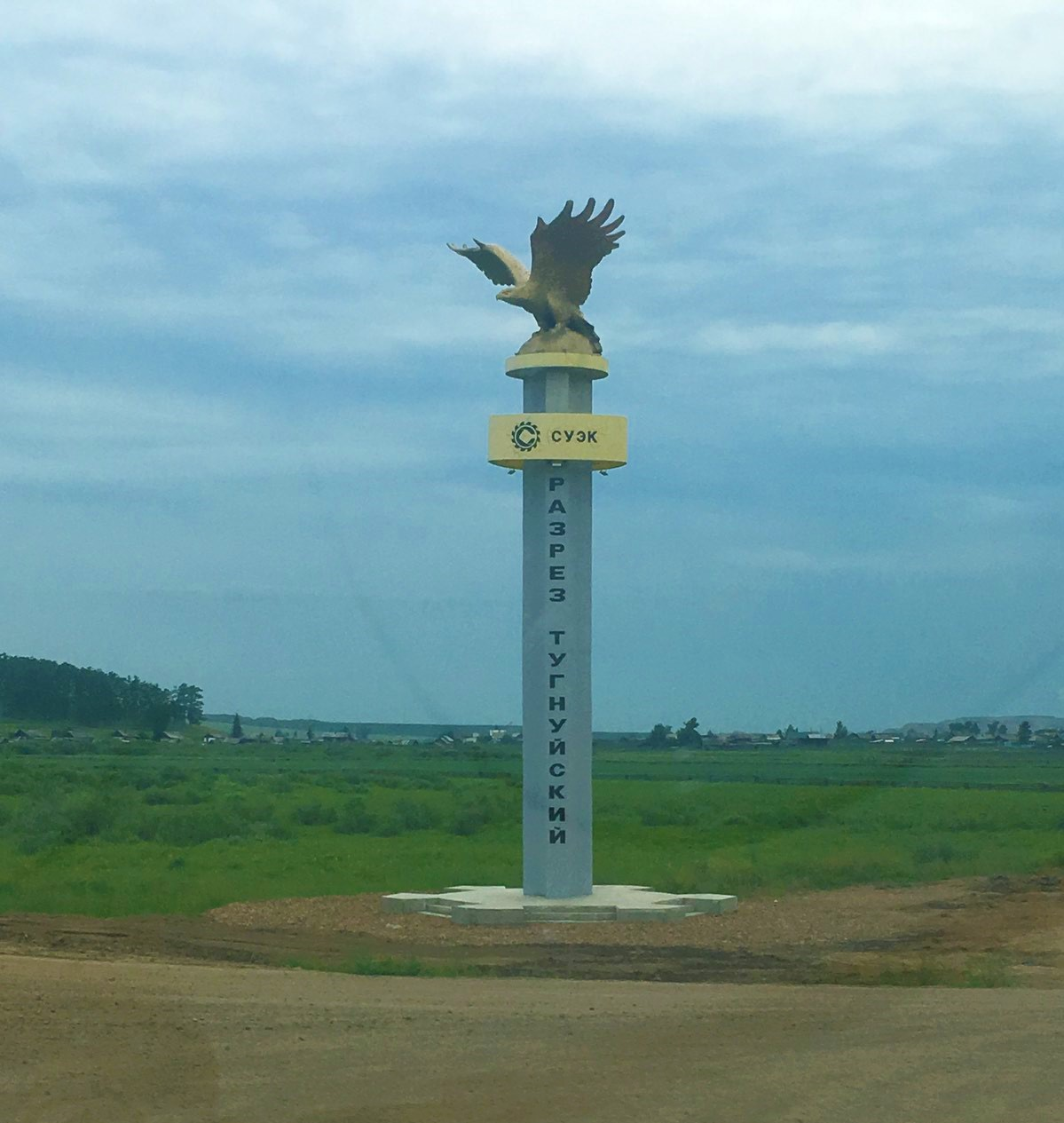
Stella am Eingang zum Tagebau Tugnuisky

SUEK basierte auf der Idee, unterschiedliche Kohleunternehmen in den russischen Regionen Anfang der 2000er Jahre zu einem großen Industrieunternehmen zusammenzufassen.
Die Vermögenswerte, aus denen SUEK bestand, waren in Bedrängnis geraten - die Produktionskapazität betrug weniger als 30 Millionen Tonnen pro Jahr, die Unternehmen beschäftigten 70.000 Bergleute, die Produktivität war jedoch gering, und praktisch keine Produktion wurde exportiert. Inmitten des Zusammenbruchs der Bergbauunternehmen und der weit verbreiteten Streiks der Bergarbeiter aufgrund unbezahlter Löhne und schlechter Arbeitsbedingungen betrug die durchschnittliche Abschreibung der Ausrüstung 90 %.
In den Anfangsjahren des Geschäfts wurden die Vermögenswerte von SUEK modernisiert, Schulden zurückgezahlt, Löhne und Steuern gezahlt und ein umfassendes Modernisierungsprogramm mit neuen Geräten und Maschinen für alle Einheiten gestartet. Die alten Minen und abgenutzten Geräte wurden in moderne Unternehmen umgewandelt, mehrere Anreicherungsfabriken und -module in Betrieb genommen, die die neuesten Verarbeitungstechnologien enthielten, die es SUEK ermöglichten, hochangereicherte Kohle mit geringen Verunreinigungen zu produzieren.
SUEK baute moderne Kohle-Bulk-Terminals und verbesserte Seehäfen und baute Russlands erste Methan-Aufbereitungsstation für Kohlebergwerke, die im Rahmen des Kyoto-Protokolls Strom erzeugt. Russlands erstes Kontrollzentrum für intelligentes Bergbaumanagement wurde gebaut, um alle Operationen von SUEK zu betreiben und den Standort und das Wohlergehen der unter Tage arbeitenden Bergleute zu überwachen.
Nach der Konsolidierung der Stromversorgungsanlagen wurde die Siberian Generating Company (SGC) als Teil von SUEK gegründet und anschließend als eigenständige Gesellschaft ausgegliedert. Es wurde zu einem der führenden Wärmekraftbetriebe des Landes und zum viertgrößten Wärmeerzeuger der Welt. Im Jahr 2018 übernahm SUEK SGC und machte SUEK zu einem der weltweit größten Kohleunternehmen.
In den letzten 15 Jahren hat SUEK 10 Milliarden US-Dollar in die Kohleförderung und Stromerzeugung investiert.
Das Vermögen von SUEK produziert jährlich fast 110 Millionen Tonnen Kohle und das Unternehmen beschäftigt über 70.000 Mitarbeiter.

## Eigentümer und Management
Von 2004 bis 2020 führte Vladimir Rashevsky das Unternehmen als CEO.
Von 2020 bis 2022 übernahm Stepan Solschenizyn, ein ehemaliger Senior-Energiepartner von McKinsey und Sohn des berühmten russischen Schriftstellers und Nobelpreisträgers Alexander Solschenizyn, die Leitung des Unternehmens (er war auch CEO der SUEK-Energiesparte, SGK)..
Seit 2022 bis heute ist Alexander Redkin CEO.

## Operationen
SUEK betreibt 27 Tagebau- und Untertageminen sowie 27 Kraftwerke in Sibirien und im russischen Fernen Osten, die in Russland etwa 24 % der Kohle produzieren und 6 % des russischen Stroms erzeugen.
Das Vermögen von SUEK produziert jährlich über 100 Millionen Tonnen Kohle mit gesicherten Kohlenreserven von 7,6 Milliarden Tonnen.
Die Kohle-, Stromerzeugungs- und Logistikunternehmen in 12 russischen Regionen beschäftigen über 70.000 Mitarbeiter.
SUEK produziert kalorienreiche Kohle mit niedrigem Schwefel- und Stickstoffgehalt. Laut The Financial Times ist SUEK Russlands größter Produzent von hochwertiger thermischer Kohle. Laut dem Clean Coal Center der Internationalen Energieagentur hat "SUEK, Russlands wichtigster Exporteur von hochwertiger thermischer Kohle, in moderne Hochleistungswaschanlagen investiert und verfügt an allen Kohlehäfen über Aschekontrolltechnologien". Laut Bloomberg ist SUEK Russlands größter Produzent von thermischer Kohle höherer Qualität, der sich auf "hochwertige und weniger emittierende Kohle" konzentriert.
SUEK nutzt Automatisierung und Digitalisierung im Kohlebergbau. Wie die Financial Times berichtete, "führt SUEK" Big-Data-Tools und Automatisierung in seinen 26 Minen in Kemerowo und anderswo in Sibirien ein. In einigen Bergbaubetrieben experimentiert SUEK sogar damit, Arbeiter vollständig durch Maschinen zu ersetzen und Russlands ersten vollautomatischen Streb in Polysaevo in Betrieb genommen zu haben.
SUEK liefert über sein eigenes Vertriebsnetz hochkalorische Kohle an 48 Länder auf 5 Kontinenten, einschließlich des asiatisch-pazifischen Raums, wo Kohle eine Schlüsselrolle beim Zugang zu Energie spielt, und neuer HELE-Kohlekraftwerke (hocheffizient, emissionsarm) gebaut werden, um ihre Umweltbelastung zu verringern.

## Nachhaltigkeit
Laut S & P Global Ratings "übertrifft das Bergbausegment von SUEK, während der Kohlesektor zunehmend unmittelbaren ökologischen und sozialen Risiken ausgesetzt ist, die Konkurrenz bei den Treibhausgasemissionen (THG)" und stellt fest, dass "das Unternehmen in Bezug auf seine wichtigsten Faktoren im Allgemeinen mit Gleichaltrigen übereinstimmt" Sicherheit und Gemeinschaften, aber wir stellen eine starke Leistung in Bezug auf Belegschaft und Vielfalt fest. Die Governance-Struktur ist im Vergleich zu lokalen Standards und im Einklang mit internationalen Standards positiv. Laut ESG-Ranking der russischen Unternehmen 2021 von RAEX belegt SUEK den 11. Platz unter 110 Unternehmen.
Nach Angaben des Unternehmens realisiert es "viele Projekte mit dem Ziel, „grüner“ zu produzieren". Die SUEK-Tochter SGC produziert in Russland nachhaltiger Energie durch Kraft-Wärme-Kopplung, wodurch die verbrannte Kohle und die Umweltbelastung bei gleicher Leistung um 25 % reduziert werden. SGC betreibt moderne Kraft-Wärme-Kopplungsanlagen (KWK), die den Brennstoffverbrauch und die Emissionen pro erzeugter Energieeinheit senken. 96 % für Wärme und 38 % für Strom, der im kombinierten Kreislauf erzeugt wird. Nach Angaben des Unternehmens spart die Kraft-Wärme-Kopplung bereits heute zehnmal so viel CO2-Emissionen wie durch die Nutzung aller derzeit geplanten erneuerbaren Energien Russlands (einschließlich Wind und Sonne) und ist kostengünstiger als erneuerbare Energien (mit 45 % Strom und 95 % Wärme in Sibirien aus Kohle).
Laut The Financial Times bietet SUEK "leistungsbasierte Vergütungskomponenten" an und zahlt seinen Arbeitern "mehr als das Vierfache des Gehalts, das normale Arbeiter in benachbarten Minen erhalten".
Laut Bettercoal und IEA produziert SUEK Kohle nachhaltig mit den besten Umwelttechnologien im Kohlebergbau, einschließlich Staubunterdrückung und Luftfilterung, Methanabscheidung zur Energieerzeugung, geschlossenem Wasserkreislauf mit Abwasserbehandlung und Landrekultivierungsprojekten. Im Rahmen des Audits zur Einhaltung des Bettercoal Code im Jahr 2018 hat SUEK bewährte Umweltleistungen bei einem effektiven Wasser- und Energiemanagement unter Beweis gestellt, indem gefährliche Abfälle reduziert und Programme für den Wiederaufbau durchgeführt wurden.
Das Unternehmen ist einer der größten Philanthropen und Sozialinvestoren in Russland. Sozialprogramme und -projekte umfassten 60 Städte und Gemeinden Russlands.

## Minen

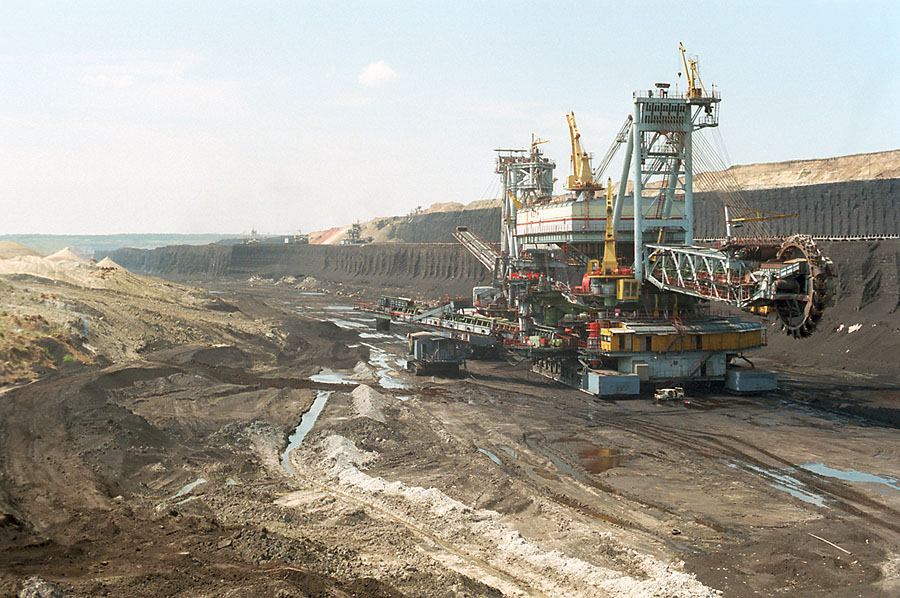
Nasarowski-Braunkohletagebau im Kansk-Atschinsker Becken

Tagebaue sind als solche benannt, der Rest sind Untertagebaue
Kusbass
Überwiegend bei Leninsk-Kusnezki:
- „Kirowa“ (nach S. M. Kirow)
- „7. November“
- „Polyssajewskaja“
- „Komsomolez“
- „Rubana“ (nach A. D. Ruban)
- „Kotinskaja“
- Schacht „Nr. 7“
- „Taldinskaja-Sapadnaja 1“
- „Taldinskaja-Sapadnaja 2“
- Tagebau „Saretschny“
- Tagebau „Kamyschanski“
- Tagebau „Maiski“

Kansk-Atschinsker Becken
- Tagebau „Beresowski“
- Tagebau „Borodinski“
- Tagebau „Nasarowski“

Chakassien
- Tagebau „Tschernogorski“ (bei Tschernogorsk)
- Tagebau „Wostotschno-Beiski“
- Tagebau „Isychski“
- Schacht „Chakasskaja“

Burjatien und Sabaikalje
- Tagebau „Tugnunski“
- Tagebau „Charanorski“
- Tagebau „Wostotschny“
- Tagebau „Apsatski“

Region Chabarowsk
Auch bekannt als „Urgalugol“ (Urgalkohle)
- Tagebau „Marekanski“
- Tagebau „Bureinski“
- „Sewernaja“

Region Primorje
- Tagebau „Pawlowski“
- Tagebau „Sewernaja depressija“
- SchU „Wostotschnoje“